# Babax
Babax es un género de aves paseriformes perteneciente a la familia Leiothrichidae. Sus miembros habitan en las montañas de Asia meridional: China, India y Birmania.

## Especies
El género contiene las siguientes especies:
- Babax koslowi (Bianchi, 1905) – babax de Koslov;
- Babax lanceolatus (J. Verreaux, 1870) – babax chino;
- Babax waddelli Dresser, 1905 – babax gigante;
- Babax woodi Finn, 1902 – babax indio.